# Jean-Baptiste Édouard Bornet

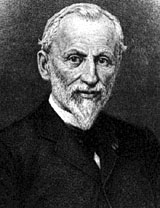
Jean-Baptiste Édouard Bornet

Jean-Baptiste Édouard Bornet (Guérigny, 2 settembre 1828 – Parigi, 18 dicembre 1911) è stato un botanico francese.
Membro dell'Académie des sciences francese scrisse le Notes algologiques (1847-1880) e gli Études phycologiques (1878).  Nel 1882 fu Presidente della Società botanica di Francia e nel 1891 gli fu conferita la Medaglia Linneana dalla Linnean Society of London.
Stabilì la natura dei licheni e fu il primo a scoprire il processo riproduttivo delle alghe rosse.